# 8500 Hori
A 8500 Hori (ideiglenes jelöléssel 1990 TU) a Naprendszer kisbolygóövében található aszteroida. Endate Kin és Vatanabe Kazuró fedezte fel 1990. október 10-én.